# Uperodon triangularis
Espèce
Synonymes
- Callula triangularis Günther, 1876 "1875"
- Ramanella triangularis (Günther, 1876 "1875")
- Ramanella triangularis rufeventris Rao, 1937

Statut de conservation UICN

 VU B1ab(iii) : Vulnérable
Uperodon triangularis est une espèce d'amphibiens de la famille des Microhylidae.

## Répartition
Cette espèce est endémique du Sud des Ghâts occidentaux en Inde. Elle se rencontre notamment entre 300 et 950 m d'altitude, :
- dans les monts Ponmudi, dans les États du Kerala et du Tamil Nadu ;
- dans le district de Wayanad et le parc national de Silent Valley, dans l'État du Kerala ;
- à Sakleshpur dans le district de Hassan, dans l'État de Karnataka.

## Description

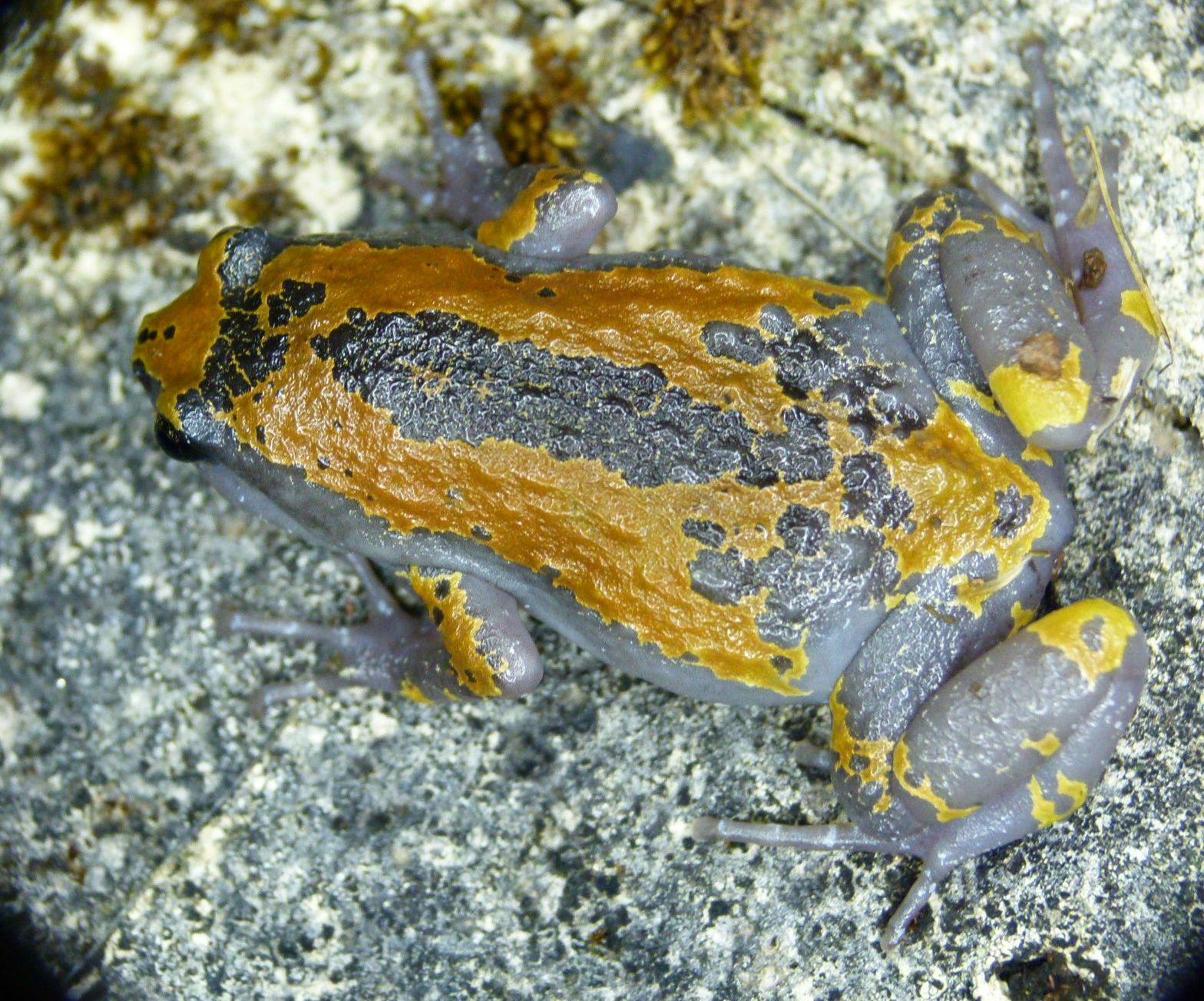
Uperodon triangularis à Mudigere

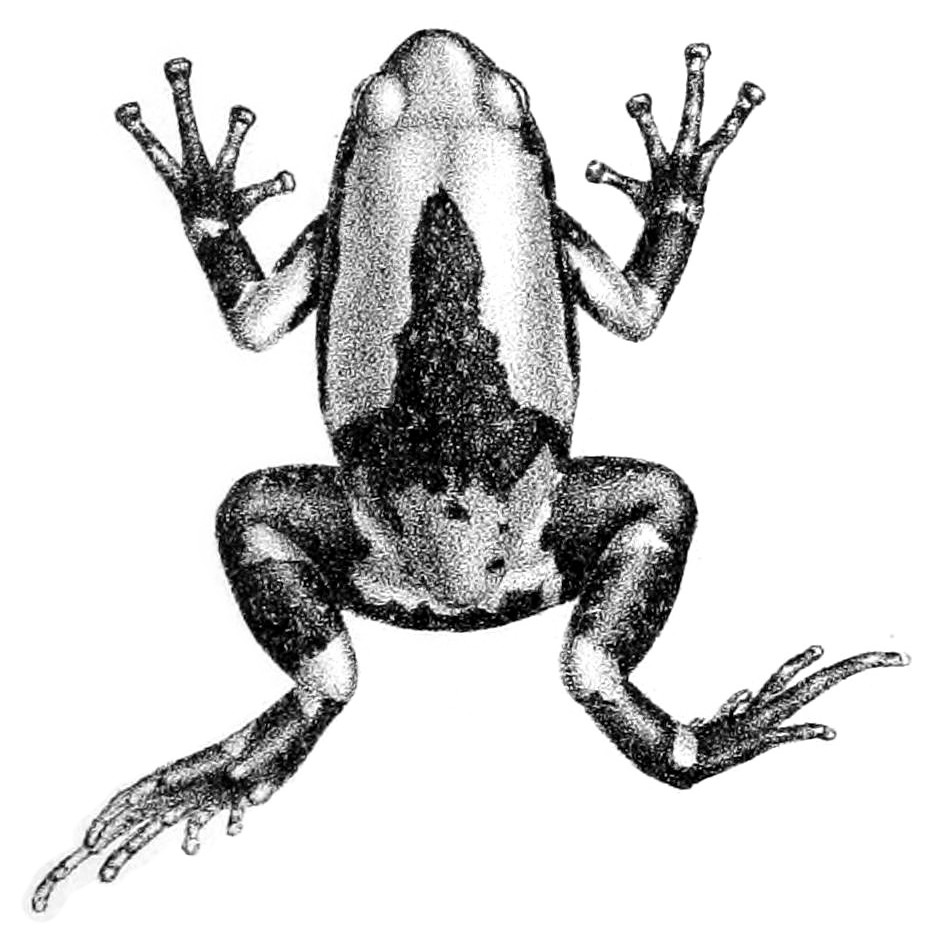
Uperodon triangularis par Mintern

Uperodon triangularis mesure environ 30 mm. Son dos est vert olive et présente une grande tache triangulaire noire prenant pratiquement la moitié du dos. Son ventre est noir taché de vert olive.

## Étymologie
Son nom d'espèce, du latin triangŭlus, « triangulaire », lui a été donné en référence au motif qu'elle présente sur son dos.

## Publication originale
- Günther, 1876 "1875" : Third report on collection of Indian reptiles obtained by British Museum. Proceedings of the Zoological Society of London, vol. 1875, p. 567-577 (texte intégral).